# Graham Thomas
Graham Thomas, född 1 februari 1931, död december 1998, var en friidrottare från Australien. Han deltog vid olympiska sommarspelen 1956.